# Концентрациони логор Кајзервалд
Кајзервалд био је нацистички концентрациони логор у близини Межапаркса, предграђа Риге у Летонији.
Кајзервалд је изграђен у марту 1943, када је немачка војска окупирала Летонију. Први затвореници у логору били су осуђеници из Немачке, њих неколико стотина.
Након ликвидације јеврејских гета на територији Летоније у јуну 1943, остатак Јевреја је депортован у Кајзервалд. Почетком 1944, један број мањих логора око Риге је такође подведен под јурисдикцију логора Кајзервалд.
Након немачке окупације Мађарске, мађарски Јевреји су такође послати у Кајзервалд, као и одређени број Јевреја из Лођа у Пољској. До марта 1944, у логору је било 11.878 затвореника, од чега 6.182 мушкарца и 5.696 жена.
Услед напредовања Црвене армије у августу 1944, нацисти су почели са евакуацијом логора, при чему су затвореници пребацивани у логор Штутхоф. Сви Јевреји који су за време боравка у логору направили макар и најмањи инцидент су убијени, као и сви они за које се претпостављало да неће преживети пут. Пребацивање у Штутхоф је завршено у септембру 1944, а Црвена армија је ослободила логор 13. октобра исте године.